# ARA Guerrico (P-32)
La ARA Guerrico (P-32) es una corbeta de la clase d'Estienne d'Orves en servicio con la Armada Argentina desde 1978. Fue originalmente construida como SAS Transvaal para la marina de guerra de Sudáfrica pero fue vendida a Argentina luego de la imposición de un embargo de armas a Sudáfrica.

## Construcción y características
La corbeta ARA Guerrico, al igual que la ARA Drummond, fue concebida inicialmente para la Marina Nacional francesa (nombre: Commandant I'Herminier (F791)), pero Francia la vendió a Sudáfrica mientras el buque era construido (nombre sudafricano: Transvaal). Pero un embargo de armas impuesto por la ONU al país africano desechó la compra. En 1978 Argentina compró el buque —junto al Good Hope, que después sería llamado Drummond—.
El Guerrico desplaza 950 toneladas en condiciones estándar y hasta 1170 toneladas a plena carga. Sus dos motores diésel SEMT-Pielstick 12 PC2V suministran una potencia de 11 000 caballos de fuerza de caldera, que permiten a la corbeta desarrollar una velocidad de 24 nudos.
Su armamento consiste en dos lanzaderas de misiles antibuque Exocet MM 38, dos conjuntos triples de tubos lanzatorpedos Mk 32, un cañón de calibre 100 mm, dos de 40 mm y otros dos de 20 mm.
Sus sensores se componen por un radar de búsqueda aérea y marítima One DRBV 51, un radar de control de tiro One DRBC 32E; otro de navegación One Decca Type 202, un sonar Diodon.

## Historia
Fue asignada a la 1.ª División de Corbetas, Comando de la Flota de Mar. Su primer apostadero fue la Base Naval Puerto Belgrano. Recibió el indicativo P-2, que utilizó hasta la incorporación 1985, cuando adquirió el P-32. La corbeta inició su servicio en la Armada Argentina el 24 de noviembre de 1978. La municipalidad de la ciudad de Bahía Blanca donó su pabellón de guerra el 8 de julio de 1979.

### Crisis entre Argentina y Chile de 1978
A fines de 1978 producto del desacuerdo sobre la soberanía en las tres Islas Picton, Lennox y Nueva en el canal de Beagle, se tensaron las relaciones entre Argentina y Chile. El 22 de diciembre de 1978 Argentina inició la Operación Soberanía para ocupar militarmente las islas. La Armada Argentina, cumpliendo órdenes del Poder Ejecutivo, dispuso el envío una importante flota hacia el sur.
El buque, recientemente incorporado, fue enviado a la zona del conflicto y destacado junto al portaviones ARA Veinticinco de Mayo, actuando con su gemelo, el ARA Drummond y el destructor Santísima Trinidad como protección y escolta del V-2, nave almirante de la Flota.
Para la noche del 21 de diciembre de 1978 el inicio de las operaciones bélicas parecía inevitable pero gracias a la oportuna mediación del papa Juan Pablo II ambas naciones se comprometieron a no enfrentarse y sus fuerzas retrocedieron sin que se produzca ningún incidente entre la gran cantidad de tropas desplegadas por ambos países a la zona en conflicto.

### Guerra de las Malvinas

#### Preparativos
El 26 de marzo de 1982, la Guerrico se encontraba en dique seco en la Base Naval Puerto Belgrano, periodo de reparaciones generales, fuera de las condiciones para entrar en combate. Ese día, se recibió la orden de suspender las reparaciones y prepararse. Al día siguiente se recibió la orden de estar listo en el menor tiempo posible y embarcar una fracción de 40 efectivos de la Infantería de Marina (IM) compuesta por 40 efectivos, que serían transferidos al transporte polar ARA Bahía Paraíso en las inmediaciones de las islas Georgias del Sur.
El 29 de marzo la Guerrico zarpó de la Base Naval Puerto Belgrano hacia las islas Georgias del Sur, navegando en forma sigilosa a fin de evitar ser detectado o avistado.
El 1 de abril, la Guerrico, juntamente con el Bahía Paraíso, conformó el Grupo de Tareas 60.1, cuya misión era tomar Grytviken y controlar la población civil. Un duro temporal en el 2 de abril demoró el arribo de la corbeta. Mientras tanto el Bahía Paraíso inició el reconocimiento en la bahía Cumberland. La unidad arribó a la zona exterior de dicha bahía en las últimas luces del día.

#### En el primer combate de Grytviken
El día 3, se iniciaron las maniobras de combustible, traspaso de los infantes de marina, y de carga entre los buques. Luego el Bahía Paraíso entró, seguido por la Guerrico, a la bahía Cumberland y bahía Cumberland Este, en busca de emisiones electromagnéticas que indicasen la presencia del HMS Endurance u otra unidad británica, sin hallarse nada.

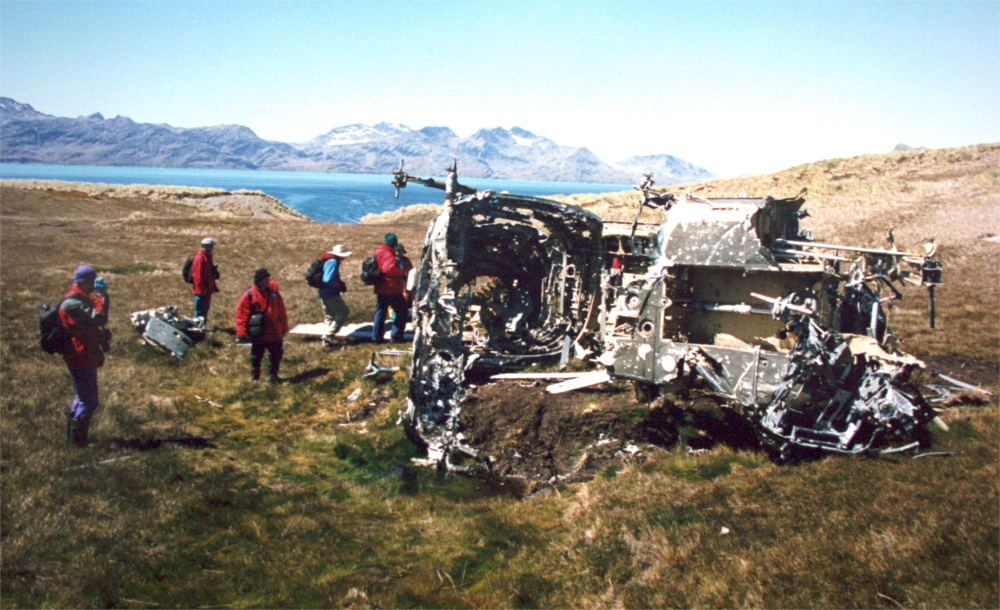
Restos del helicóptero Puma argentino.

La Guerrico ingresó a la caleta Capitán Vago, donde se observó a efectivos británicos ocultándose y intentando ponerse en posiciones. Minutos después se inició el despliegue con un helicóptero SA 330 Puma del Ejército Argentino con personal de IM. Los británicos comenzaron a disparar al Puma. La corbeta avanzó hacia adentro de la caleta para batir a las fuerzas británicas. Abrió fuego el montaje de 20 mm de estribor sobre las proximidades del hospital, luego de tirar la ametralladora quedó trabada. Por esto, se ordenó emplear el cañón de 40 mm, luego de algunos disparos sobre la probable zona de los británicos el montaje quedó momentáneamente inoperable. Con estos inconvenientes y bajo el fuego británico de armas automáticas y morteros, se tiró con cañón de 100 mm, pero este quedó fuera de servicio. 
Ante la imposibilidad de autodefensa y previendo un ataque de mayor gravedad, se ordenó todo timón a babor, máxima velocidad y tomar la salida de la caleta, recibiendo fuego por la otra banda. Mientras tanto, el montaje de 40 mm volvió a funcionar y disparó sobre las tropas británicas, las que inmediatamente realizaron señales de rendición.
Muertos
- Cabo primero de mar Patricio Guanca: apuntador del cañón 40 mm.

Heridos
- TCCO Roberto López: historiador en puente de comando.
- GUCD Ricardo Pingitore: jefe de defensa aire.
- SSSO Raúl Vaca: en puente de comando.
- CPAM Francisco Páez: jefe de pieza de 40 mm.
- CSAM José Monzón: apuntador torre de 100 mm.
- CSCY Daniel Cobos: servidor montaje de 40 mm.

Averías
- Se registraron más de 200 perforaciones en puente de comando y superestructura de ambas bandas, siendo la de estribor la más afectada.
- Un contenedor de misil Exocet MM-38 se resquebrajó por el impacto de un mortero, que luego cayó al agua sin explotar.
- El cañón de 100 mm, montajes de 40 y 20 mm resultaron impactos de armas automática.

El 5 de abril la Guerrico navegó hacia la isla de los Estados para reaprovisionarse de aceite con el aviso ARA Francisco de Gurruchaga. Luego se zarpó de San Juan de Salvamento hacia a la Base Naval Puerto Belgrano, donde llegó el día 10. Se comenzaron la reparaciones con personal de talleres generales, el cual trabajó día y noche para alistar la unidad en el menor tiempo posible, tarea que se logró con total éxito.
El 16 de abril se zarpó de Puerto Belgrano, hacia la zona de operaciones con el objetivo de patrullar y efectuar el reconocimiento de unidades, incorporándose el Grupo de Tareas 79.1 que estaba conformado además por las corbetas ARA Drummond y ARA Granville. El 23 se arribó a Puerto Belgrano, para reaprovisionamiento y reparaciones de algunos componentes, hasta el 25 en que nuevamente se zarpó para reincorporarse al Grupo de Tareas 79.1.
La unidad se mantuvo en operaciones en el área de conflicto hasta la finalización del mismo cumpliendo patrullados en forma ininterrumpidas salvo las entradas a puerto para reaprovisionamiento.

### Posguerra
En 1988 prestó apoyo a la Regata Buenos Aíres-Río de Janeiro, hecho que repitió en 1990.
Desde abril hasta octubre de 1994 participó del Operativo Talos, consistente en el bloqueo naval a Haití, utilizando como asiento de operaciones la Base Naval Roosevelt Roads en Puerto Rico. Efectuó un total de ocho patrullas, en las cuales se realizaron más de 70 inspecciones.
Hasta el año 2000 la unidad participó en nueve ediciones del ejercicio Fraterno con la Marina de Brasil, así como en la edición del ejercicio Gringo-Gaucho del año 1990 y Atlasur de 1993. A partir de ese año, el buque fue asignado, dentro del Área Naval Atlántica, a la División de Patrullado Marítimo, cambiando su apostadero a la Base Naval de Mar del Plata, donde continúa patrullando la Zona Económica Exclusiva de República Argentina, sin abandonar sus ejercitaciones de la Armada Argentina, llamada Etapas de Mar, con la Flota de Mar, el Comando Naval Anfibio y Logístico y la Aviación Naval. Colabora en la ejercitación de los submarinos de la Fuerza de Submarinos, donde hace las veces de blanco para al ejercitación del disparo de torpedos SST-4 Mod.
Durante 2000 cuando capturó, con ayuda del destructor ARA Heroína, al pesquero ilegal taiwanés King 707, luego de una persecución de 13 horas y disparos de advertencia. En marzo de 2002 interceptó al potero ilegal taiwanés Fu Chang Chun, el cual fue incendiado y hundido por su propia tripulación. En febrero de 2005 capturó al pesquero ilegal taiwanés Hsien Hua, bajo la advertencia de abrir fuego. A fines de ese año formó parte del operativo de seguridad naval de la IV Cumbre de las Américas en la ciudad de Mar del Plata. En marzo del año siguiente capturó al pesquero ilegal coreano Kum Yang 102 con ayuda de un Lockheed P-3 Orion de la Aviación Naval.
En 2008 participó como buque de apoyo en el remolque desde Puerto Belgrano hasta Buenos Aires del rompehielos ARA Almirante Irízar, para ser sometido a reparaciones luego del incendio sufrido el año anterior. También formó parte del ejercicio aeronaval combinado Gringo-Gaucho, en donde la nave protagonista fue el USS George Washington.

### Década de 2010
Las actividades operativas son variadas. La participación en ejercicios conjuntos y combinados es constante, realizando despliegues en diferentes puntos del Mar Argentino. Además, es frecuente que la unidad realice patrullados marítimos en la Zona Económica Exclusiva, efectuando control de recursos naturales.
La unidad prestó apoyo durante su derrotero a la Regata Bicentenario Velas Sudamérica 2010.
En octubre de 2012, efectuó el relevo de puestos de vigilancia y control de tráfico marítimo en la isla de los Estados.
Durante junio de 2014, tuvo un particular despliegue en aguas fluviales, concretamente sobre el Río Paraná, donde participó de una edición del ejercicio Unidef y visitó la ciudad de Rosario. En septiembre de ese año, fue destacada en Brasil para integrarse al operativo de búsqueda del velero argentino Tunante II.

## Actualidad
Se halla amarrada en la base naval de Mar del Plata junto a la ARA Drummond y ARA Granville, sin aptitud para navegar y declarada en desuso.

## Su nombre
Es el primer buque de la Armada Argentina que lleva este nombre, en homenaje al contraalmirante Martín Guerrico, de valiosos servicios militares y científicos en la misma. Intervino en las operaciones de la Guerra de la Triple Alianza, desde el Combate de Paso Cuevas hasta el fin del conflicto y colaboró en la Conquista del Desierto que realizó el general Julio Argentino Roca.